# José Joaquín Parra Bañón
José Joaquín Parra Bañón (Níjar, 1962) es un arquitecto y profesor almeriense, catedrático de la Universidad de Sevilla.

## Obra
Es responsable de múltiples publicaciones (libros, participación en libros, capítulos en libros, publicaciones en revistas, aportaciones a congresos, otras publicaciones, obras artísticas, así como otra participación en obras artísticas) y de tesis dirigidas y codirigidas. Destacan en libros y participación en los mismos, las siguientes obras:

### Libros
- Noé en imágenes. Villaür. Ediciones Atalanta. 392 páginas, colección Memoria mundi 153, 2022. ISBN 978-84-124315-8-2[5][6][7][8][9][10][11][12][13][14][15]
- Pies de foto para arquitecturas descalzas. Madrid. Abada. 2021. 368. ISBN 978-84-19008-04-6
- Arquitectura de la melancolía. Ed. primera. Sevilla. Athenaica. 2019. 300. ISBN 978-84-17325-90-9
- Arquitectura de la melancolía. Sobre la melarquía proyectiva y el genio creativo. Ed. primera. Sevilla. Athenaica. 2019. 300. ISBN 978-84-17325-83-1
- El oído melancólico. Expresión e imágenes de la acufenolipemanía. Ed. primera. Sevilla. Athenaica. 2018. 296. ISBN 978-84-17325-73-2[16][17]
- El oído melancólico. Ed. primera. Sevilla. Athenaica. 2018. 296. ISBN 978-84-17325-76-3
- Arquitecturas Terminales. Teoría y Práctica de la Destrucción. Ed. 1. Secretariado de Publicaciones de la Universidad de Sevilla. 2009. ISBN 978-84-472-1204-0
- Bárbara Arquitectura Bárbara, Virgen y Mártir. Ed. 1. Cádiz, España. Colegio Oficial de Arquitectos de Andalucía Occidental. 2007. ISBN 9788461143115
- Pensamento Arquitectónco Na Obra de José Saramago: Acerca da Arquitectura da Casa. Lisboa, Portugal. Caminho. 2004. ISBN 972-21-1598-7
- Tratados de Poliorcética, Catálogo de Esdrújulos. Ed. 1. Los Palacios, Sevilla. El Desembarco. 2003. ISBN 84-932906-1-0
- Pensamiento Arquitectónico en la Obra de José Saramago. Acerca de la Arquitectura de la Casa. Aconcagua Libros. 2003. ISBN 84-922597-6-0
- Acerca de la Arquitectura Profana en Osuna. Patronato de Arte de Osuna. 2001. ISBN 84-607-3261-4

### Otra participación en libros
- Parra Bañón, José Joaquín (Editor/a Literario/a): Lugares ¿Qué lugares?. Ed. primera. Venecia. Edizioni Ca’ Foscari. 2020. 156. ISBN 978-88-6969-433-2
- Parra Bañón, José Joaquín (Editor/a Literario/a): Análisis y comunicación contemporánea de la arquitectura. ACCA 017. Ed. primera. Sevilla. Departamento de expresión gráfica arquitectónica de la Universidad de Sevilla. 2019. 240. ISBN 978-84-09-12804-4
- Parra Bañón, José Joaquín (Editor/a Literario/a): Casas de citas. Lugares de encuentro de la arquitectura y la literatura. Ed. primera. Venecia. Edizioni Ca Foscari, Università Ca Foscari. 2018. 152. ISBN 978-88-6969-283-3
- Parra Bañón, José Joaquín (Prologuista): Arquitectura y enfermedad en la obra de Thomas Bernhard. Ed. primera. Sevilla. Universidad de Sevilla-IUACC. 2017. ISBN 978-84-472-1960-5
- Parra Bañón, José Joaquín (Editor/a Literario/a): Análisis y comunicación contemporánea de la arquitectura. ACCA 016. Ed. primera. Sevilla. Departamento de expresión gráfica arquitectónica de la Universidad de Sevilla. 2017. 200. ISBN 978-8469734476
- Parra Bañón, José Joaquín (Editor/a Literario/a): Análisis y comunicación contemporánea de la arquitectura. ACCA 015. Sevilla. RU Books-dEGA Universidad de Sevilla. 2016. 160. ISBN 978-8494478604
- Parra Bañón, José Joaquín (Coordinador), Sierra Delgado, José Ramón (Coautor/a): Diseño (Industrial) en Andalucía. Piezas de Autor. 1920-1999. Consejería de Obras Públicas y Transportes de la Junta de Andalucía y Fundación Caja de Arquitectos. 2000. ISBN 84-931388-2-7